# Сезон дождей в Колумбии (2010—2011)
Сезон дождей в Колумбии в 2010—2011 году был необычайно тяжёлым сезоном дождей, который начался в Колумбии в 2010 году, достиг максимума осенью 2010 года, и закончился в 2011 году. Из-за обильных дождей, вызванных тропическими депрессиями, типичными для сезона дождей, возникли наводнения в различных районах Колумбии. Ливневые дожди, шквалы, штормы, частые грозы начались с июня 2010 года и усилились к середине осени. Дожди продлились до ноября. Непрерывные осадки в сочетании с нестабильными почвами и жилищами, расположенными в зонах высокого риска, способствовали широкомасштабному ущербу. По состоянию на начало декабря 2010 года в результате наводнений и оползней погибли 174 человека, 225 человек получили ранения. 19 человек пропало без вести. 1,5 миллиона человек остались без крова.
В целом с начала апреля 2010 года наводнения и оползни затронули 70 % территории страны и оставили без крова более 2.2 миллиона человек, 301 человек погиб.
Правительство президента Хуана Мануэля Сантоса объявило «Чрезвычайную экономическую, социальную и экологическую ситуацию» и «Ситуацию стихийного бедствия» из-за наводнений и оползней, вызванных дождями в Колумбии. Чрезвычайное положение было объявлено на период до 90 дней, которые были оценены как худшие за последние 40 лет в Колумбии.

## Метеорология
Основная статья: Климат Колумбии
Колумбия — страна, расположенная в зоне внутритропической конвергенции, и, как следствие, на неё оказывают влияние метеорологические явления Карибского региона, такие как ураганы и тропические штормы. Ураган Томас в сочетании с Ла-Нинья сделали сезон дождей в Колумбии 2010 года одним из самых смертоносных и сильнейших за последние 40 лет. Проливные дожди, порывы ветра, грозы начались в июне 2010 года и усилились и стали более частыми в августе и сентябре.

## Последствия
В августе 2011 года Географический институт Агустина Кодацци (IGAC) опубликовал отчёт о том, что общая площадь наводнений в Колумбии составила 1 642 108 га.
| Департамент        | Общая площадь | Затронутая площадь | Площадь водоёмов | Зона периодического затопления | Зона затопления 2010—2011 |
| ------------------ | ------------- | ------------------ | ---------------- | ------------------------------ | ------------------------- |
| Антьокия           | 6 296 299     | 399 765            | 50 047           | 21 715                         | 132 568                   |
| Араука             | 2 383 135     | 16 507             | 257              | 732                            | 15 519                    |
| Атлантико          | 331 159       | 75 394             | 2 021            | 111                            | 44 083                    |
| Боливар            | 2 665 496     | 781 219            | 196 379          | 265 315                        | 319 525                   |
| Бояка              | 2 317 531     | 20 748             | 3 848            | 463                            | 16 437                    |
| Кальдас            | 74 389        | 11 034             | 2 023            | 247                            | 8 764                     |
| Какета             | 9 010 823     | 248                | 0                | 0                              | 248                       |
| Касанаре           | 4 434 139     | 323 561            | 416              | 107                            | 323 037                   |
| Каука              | 3 125 130     | 2 338              | 2                | 68                             | 2 267                     |
| Сесар              | 2 256 550     | 147 778            | 38 618           | 37 879                         | 71 281                    |
| Чоко               | 4 824 344     | 408 537            | 29 982           | 348 692                        | 29 864                    |
| Кордова            | 2 499 858     | 236 235            | 33 651           | 59 893                         | 142 691                   |
| Кундинамарка       | 2 398 439     | 43 587             | 9 934            | 35                             | 30 153                    |
| Уила               | 1 813 533     | 641                | 324              | 0                              | 6 086                     |
| Гуахира            | 2 061 936     | 16 257             | 0                | 0                              | 16 257                    |
| Магдалена          | 2 314 438     | 391 544            | 159 288          | 97 333                         | 134 924                   |
| Мета               | 8 555 025     | 106 646            | 6 826            | 2 921                          | 96 899                    |
| Нариньо            | 3 149 751     | 17                 | 0                | 0                              | 17                        |
| Северный Сантандер | 2 182 705     | 28 608             | 1 836            | 369                            | 26 403                    |
| Киндио             | 193 217       | 176                | 0                | 0                              | 176                       |
| Рисаральда         | 356 035       | 1 711              | 0                | 0                              | 1 711                     |
| Сантандер          | 3 054 326     | 169 573            | 26 122           | 43 487                         | 99 964                    |
| Сукре              | 1 071 860     | 30 271             | 82 368           | 122 401                        | 9 794                     |
| Толима             | 2 415 020     | 18 938             | 5 784            | 36                             | 13 118                    |
| Валье-дель-Каука   | 2 076 805     | 13 859             | 412              | 1 272                          | 12 176                    |
| ИТОГО              | 72 531 447    | 3 523 400          | 668 327          | 1 212 965                      | 1 642 108                 |

### Департамент Гуахира
Департамент Гуахира, расположенный на севере Колумбии, серьёзно пострадал от сезона ураганов 2010 года. В Гуахира в 2010 году выпало больше осадков, чем в 2008 году, который стал годом с наибольшим количеством осадков за последние десять лет. Явление Ла-Нинья вызвало многочисленные ливни, в том числе тропические депрессии в Карибском море. Тёплые фронты в Венесуэльском заливе были вытеснены течением Гольфстрим в направлении восток — запад к карибскому побережью департамента Гуахира. Тропический шторм Мэтью обрушился проливными дождями на Гуахира и атлантическое побережье Колумбии в сентябре 2010 года. Среди наиболее пострадавших муниципалитетов — Майкао, Риоача и Манауре. Больше всего пострадали Майкао и Риохача, поскольку многие семьи живут в малоэтажных домах. Эти общины обычно являются наиболее уязвимыми, поскольку многие из них организованы без контроля со стороны Управления по распределению земли, которое регулирует жилищное строительство в Колумбии.
По данным колумбийской Информационной системы по предотвращению и предупреждению стихийных бедствий (исп. Sistema de Información para la Prevención y Atención de Desastres), в департаменте Гуахира по состоянию на 2010 год пострадали 10 303 человека (в общей сложности 1819 семей), 9 домов были разрушены, а 334 сильно повреждены.

### Департамент Атлантико
Департамент Атлантико пострадал от разрушения дамб на канале Дик. В южной части департамента некоторые притоки реки Магдалены вышли из берегов и затопили целые города. Во время этого наводнения объём стока на плотине Гуахаро вырос до 1400 кубометров в секунду.
Журнал Semana сравнивал чрезвычайную ситуацию в Атлантико с наводнениями, вызванными ураганом Катрина в Новом Орлеане, США. Авторы статьи также предполагали, что многие жители Атлантико, возможно, никогда не смогут вернуться на свои земли, и им придется изменить образ жизни из-за последствий наводнения.

### Департамент Боливар
Департамент Боливар также является одним из наиболее пострадавших районов Колумбии от последствий сезона дождей 2010 года. В декабре 2010 года министр обороны Родриго Ривера Салазар (англ. Rodrigo Rivera Salazar) отправился в город Картахена, чтобы оценить шаги, которые необходимо предпринять для уменьшения последствий чрезвычайной ситуации. Министр сообщил, что в Боливаре было 60 тысяч пострадавших домохозяйств, и назвал его «департаментом, наиболее сильно пострадавшим» от сезона дождей и наводнений.

### Департамент Кундинамарка и Богота
В ноябре 2010 года губернатор департамента Кундинамарка, Андрес Гонсалес (исп. Andres Gonzalez), предупредил муниципалитеты Табио, Чиа и Кахика, так как они находились под угрозой возможного затопления со стороны реки Фрио. Он также сообщил населению о возможности включения города Соача в зону риска, из-за близкого расположения к реке Богота. После начала проливных дождей в парамо Герреро река Богота вышла из берегов и затопила некоторые районы, затрагивающие различные муниципалитеты.

### Департамент Кордова
15 декабря 2010 года река Сину вышла из берегов, затопив ряд населённых пунктов в департаменте Кордова. По состоянию на 16 декабря в муниципалитете Монтерия было затоплено 8 районов. Официальные органы опубликовали предупреждение и санкционировали эвакуацию из города.

### Департамент Северный Сантандер
32 из 40 муниципалитетов департамента Северный Сантандер были недоступны из-за завалов и наводнений на дорогах. Самый серьёзный затор произошёл на дороге Оканья — Кукута. В результате оползней и лавин в некоторых районах пострадали более 60 тысяч человек.
17 декабря муниципалитет Грамалоте пострадал от оползня, который затронул 400 домов на периферии города. Все население было эвакуировано. В дополнение к дождю, геологический разлом заставил дома в этом городе рушиться, как домино. Рухнули 100 домов, последствия были похожи на землетрясение. Согласно сообщению Радио Караколь город Грамалоте прекратил свое существование.

### Департамент Антьокия
5 декабря 2010 года произошёл оползень в Белло.

## Общественная реакция

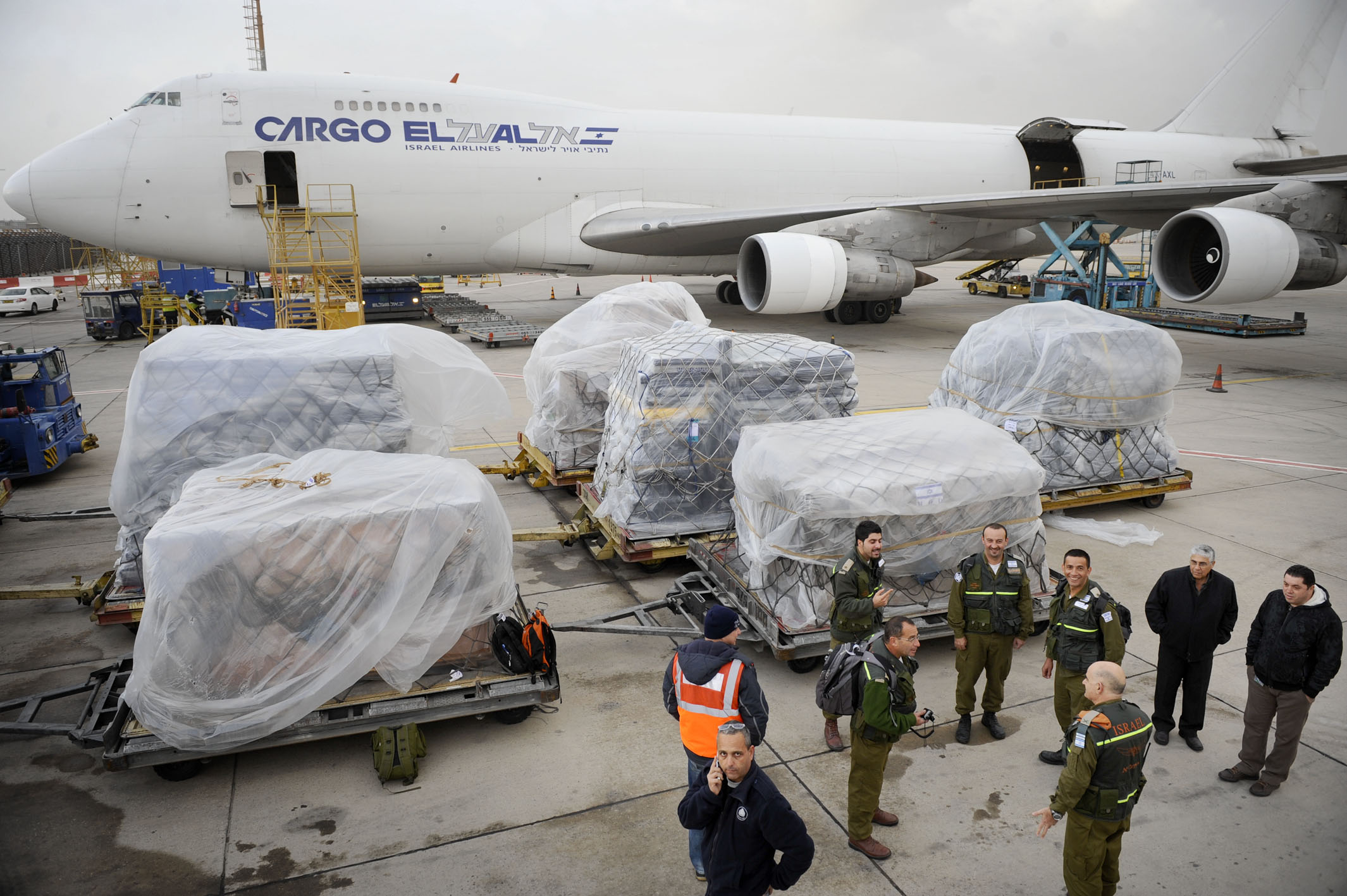
Израильская спасательная команда, состоящая из представителей Армии обороны Израиля и министерства обороны Израиля, отправляется в Колумбию.

По словам министра окружающей среды, жилищного строительства и территориального развития Беатрис Урибе Ботеро (исп. Beatriz Uribe Botero), правительство обеспечивало нужды и требования людей в условиях «неизбежного наивысшего риска» и запрашивало дополнительные ресурсы для непредвиденных событий.
По словам Ботеро, насчитывалось 275 569 поврежденных домов и около двух тысяч разрушенных, большинство из них в жилых районах. Сумма средств, выделенных из бюджета на ремонт повреждённых домов составила 1,76 млрд колумбийских песо (около 880 млн долларов США).

### Запрос о помощи к международному сообществу
25 ноября 2010 года президент Колумбии Хуан Мануэль Сантос распорядился, чтобы министр иностранных дел Колумбии (эквивалент госсекретаря США) Мария Анджела Ольгин направила официальный запрос о помощи международным представителям и аккредитованным международным организациям, расположенным в Боготе.
7 декабря 2010 года Хуан Сантос объявил, что Колумбия попросит кредит у Всемирного банка в размере 150 миллионов долларов. Кроме того, он собирался использовать 25 миллионов долларов, арестованных в ходе спецопераций по пресечению распространения наркотиков, чтобы помочь 1,3 миллиона человек, пострадавшим от наводнений и дождей, а также семьям погибших.
Министр внутренних дел и юстиции Херман Варгас Льерас объявил, что своим указом правительство объявляет национальную катастрофу, чтобы использовать кредиты для облегчения потребностей жертв. Такое постановление было направлено в Совет министров, который одобрил его и предоставил доступ к кредиту в размере 150 миллионов долларов от Всемирного банка. Варгас Льерас сказал, что приоритетом является облегчение чрезвычайной гуманитарной ситуации, а затем следует приступить к реконструкции домов и предотвращения новых трагедий.

### Международная реакция
- США Правительство президента Барака Обамы через своего посла Майкла МакКинли выразило поддержку колумбийскому народу, пострадавшему от сезона дождей. 15 декабря 2010 года МакКинли объявил, что американское правительство пожертвовало 1.3 миллиона долларов в качестве первоначальной помощи, а в течение ближайшего времени прибудет группа инженеров американской армии, чтобы помочь с ремонтом канала Дик[27][28].

- Израиль 12 декабря 2010 года по решению Армии Обороны Израиля и Министерства обороны Израиля в Колумбию была направлена группа специалистов командования Внутреннего фронта. С собой они взяли около 50 тонн оборудования, в том числе 20 тонн сухпайков, 5000 аптечек, 2000 одеял, 1000 пончо, 1000 матрасов и 100 палаток[29].

- Эквадор Правительство Эквадора пожертвовало 32 тонны продовольствия и материалов для жертв наводнений. Гуманитарная помощь в основном состояла из армейских пайков. Национальный секретарь по управлению рисками Мария дель Пилар Корнехо (исп. Maria del Pilar Cornejo) сказала: «Хотя мы являемся страной, ограниченной в ресурсах, это не ограничивают нашу способность помогать. Нам оказывали помощь раньше и, так или иначе, мы её возвращаем»[30].

- Россия Россия отправила самолёт с 50 палатками, 2 000 одеял, двумя передвижными электростанциями и 500 килограммами предметов медицинского назначения[31].